# Discurso de despedida de Joe Biden
El discurso de despedida de Joe Biden fue el último discurso oficial de Joe Biden como 46.º presidente de los Estados Unidos, pronunciado en la Oficina Oval el 15 de enero de 2025.

## Antecedentes
Biden cumplió su mandato como el 46.º presidente de los Estados Unidos, ganando las elecciones presidenciales de 2020 contra el presidente republicano en ejercicio Donald Trump. Fue investido el 20 de enero de 2021.

## Discurso
Biden comenzó su discurso a las 8:00 p. m. EST desde la Oficina Oval. La esposa de Biden, Jill, su hijo Hunter, la esposa de Hunter, Melissa, el hijo de ambos Beau, la nieta de Biden, Finnegan, y la vicepresidenta Kamala Harris y su esposo Douglas Emhoff estuvieron presentes en la Oficina Oval durante el discurso. Inicialmente cubrió la historia de los Estados Unidos y describió a la Estatua de la Libertad como una representación de los EE. UU.. Biden afirmó que una oligarquía se estaba afianzando en los EE. UU., invocando el discurso de despedida de Dwight D. Eisenhower, en el que Eisenhower argumentó que un complejo industrial-militar estaba influyendo en el país; criticó el «complejo industrial-tecnológico». Se jactó de las disposiciones para combatir el cambio climático en la Ley de Reducción de la Inflación de 2022. Biden criticó indirectamente la decisión de Meta Platforms de poner fin a su programa de verificación de datos.